# Kalbreyeriella
Kalbreyeriella es un género de plantas con flores perteneciente a la familia Acanthaceae. El género tiene 4 especies herbáceas.

## Taxonomía
El género fue descrito por  Gustav Lindau y publicado en Notizblatt des Botanischen Gartens und Museums zu Berlin-Dahlem 8: 143. 1922. La especie tipo es: Kalbreyeriella rostellata Lindau. 

## Especies
- Kalbreyeriella cabrerae
- Kalbreyeriella gigas
- Kalbreyeriella rioquebradasiana
- Kalbrayeriella rostellata